# Кириак Остийский
Кириак (лат. Quiriacus; ум. в 235) — епископ Остийский, священномученик. День памяти — 23 августа.
Святые Кириак, епископ Остии, Максим, священник, Архелай, диакон со товарищи были умучены во времена правления императора Александра Севера.